# Mint Field
Mint Field es una banda mexicana de rock, shoegaze conformado actualmente por Estrella del Sol y Sebastián Neyra. El grupo se conformó e inicio en Tijuana en 2015. Actualmente viven en Ciudad de México. En el 2018 lanzaron su primer álbum de larga duración Pasar de las Luces y en 2019 Mientras Esperas EP en Innovative Leisure Records. En el 2020 publicaron su más reciente disco Sentimiento Mundial' en Felte. 
Según la revista Warp el grupo experimenta la producción de géneros como la influencia notada del krautrock (aunque no reproducen este estilo musical), shoegaze y melodías vocales.
Mint Field se han presentado en festivales de talla internacional como Coachella en el año 2016,SXSW, Desert Daze, Sonic CitY, Festival NRMAL y toureado extensamente por Estados Unidos, México y Europa.

## Discografía

### Álbumes de estudio
- 2018: "Pasar de las Luces"
- 2020: "Sentimiento Mundial"
- 2023: "Aprender a Ser"

### EPs
- 2015: "Primeras Salidas"
- 2019: "Mientras Esperas"